# Əlimərdanlı
 Əlimərdanlı è un comune dell'Azerbaigian situato nel distretto di Tovuz. Conta una popolazione di 3 060 abitanti.